# Naile İvegin
Naile İvegin, po mężu Çırak (ur. 29 maja 1985 w Niksarze) – turecka koszykarka,  występująca na pozycji silnej skrzydłowej, reprezentantka Turcji.

## Osiągnięcia
Stan na 24 marca 2024, na podstawie, o ile nie zaznaczono inaczej.

### Drużynowe
- Mistrzyni Turcji (2001)
- Wicemistrzyni Pucharu Ronchetti (2001)
- 4. miejsce w EuroCup (2012)
- Zdobywczyni:
  - Pucharu Turcji (2002, 2003)
  - Superpucharu Turcji (2002, 2003)
- Finalistka Pucharu Turcji (2011)

### Indywidualne
(* – nagrody przyznane przez portal eurobasket.com)
- Największy postęp ligi tureckiej (2010)*[3]
- Zaliczona do*:
  - I składu zawodniczek krajowych ligi tureckiej (2010, 2013)[3][4]
  - składu honorable mention ligi tureckiej (2013)[4]
- Uczestniczka meczu gwiazd ligi tureckiej (2005, 2006, 2008, 2009, 2010)[5][6][7][8][3]

### Reprezentacja

#### Seniorek
- Wicemistrzyni Europy (2011)[9]
- Brązowa medalistka mistrzostw Europy (2013)[10]
- Uczestniczka:
  - mistrzostw Europy (2009 – 9. miejsce, 2011, 2013)[11]
  - kwalifikacji do Eurobasketu (2009)

#### Młodzieżowe
- Uczestniczka:
  - mistrzostw Europy U–20 (2005 – 13. miejsce)[12]
  - kwalifikacji do mistrzostw Europy:
    - U–20 (2004)
    - U–16 (2001)